# آزادی گی
جنبش آزادی گی  یک جنبش اجتماعی و سیاسی از اواخر دهه ۱۹۶۰ تا اواسط دهه ۱۹۸۰ بود  که لزبین‌ها و مردان همجنسگرا را ترغیب به اقدام عملی رادیکال و مقابله با شرم جامعه با افتخار به همجنسگرایی می‌کرد. در روحیه فمینیستی شخص سیاسی اساسی‌ترین شکل فعالیت، تأکید بر آشکارسازی برای خانواده، دوستان و همکاران و زندگی به عنوان یک آشکارا لزبین یا گی بود.
بار استون‌وال در محله همجنس‌گرایان دهکده گرینیچ، منهتن، محل شورش‌های استون‌وال در ژوئن ۱۹۶۹، مهد جنبش مدرن حقوق ال‌جی‌بی‌تی و جنبش آزادی گی شد. در طول این مدت، راهپیمایی‌های سیاسی سالانه از طریق شهرهای بزرگ، که معمولاً در ماه ژوئن برگزار می‌شد (ابتدا به مناسبت بزرگداشت سالگرد وقایع در استون وال)، به عنوان راهپیمایی‌های «آزادی گی» شناخته می‌شدند. تا اینکه بعداً در دهه هفتاد (در مراکز شهری همجنسگرایان) و تا دهه هشتاد (در جوامع کوچکتر) راهپیمایی‌ها را «رژه افتخار همجنسگرایان» خواندند. این جنبش شامل جامعه لزبین و گی در آمریکای شمالی، آمریکای جنوبی، اروپای غربی، استرالیا و نیوزیلند بود.
جنبش آزادی گی همچنین به دلیل پیوندهای آن با پادفرهنگ آن زمان (به عنوان مثال گروه‌هایی مانند «رادیکال فائری») و به خاطر قصد همجنسگرایان آزادی خواه برای تغییر شکل یا از بین بردن نهادهای بنیادی جامعه مانند جنسیت و خانواده هسته ای، صرف نظر از اینکه آیا آنها اصلاً با اصول واقعی حقوق همجنسگرایان ارتباطی داشتند یا خیر، شناخته شده‌است. به‌طور کلی این جنبش شامل، سیاست‌های رادیکال، ضد نژادپرستی و ضدسرمایه‌داری بود. برای دستیابی به چنین اهدافی، از آگاهی‌افزایی و اقدام عملی استفاده شد. در حالی که فعالیت و آگاهی از ایدز (در گروه‌هایی مانند ACT UP) در دهه ۱۹۸۰ موج جدیدی از زنان و مردان همجنسگرا را رادیکال کرد و از آن زمان تاکنون گروه‌های رادیکال به حیات خود ادامه داده‌اند، در اوایل دهه ۱۹۹۰ رادیکالیسم آزادی گی را تحت‌الشعاع قرار داد و توسط مردان و زنان همجنسگرای تازه جذب شده و طرفدار همسان سازی که بر حقوق مدنی و سیاسی تأکید داشتند در جریان اصلی قرار گرفت.
اصطلاح آزادی گی گاهی به جنبش گسترده‌تری برای پایان دادن به ستم اجتماعی و حقوقی علیه افراد ال‌جی‌بی‌تی اشاره دارد. گاهی اصطلاح جنبش آزادی گی به‌طور مترادف یا به جای جنبش حقوق همجنسگرایان استفاده می‌شود. کمیته روز آزادی خیابان کریستوفر به مناسبت بزرگداشت اولین سالگرد شورش‌های استون‌وال در ژوئن ۱۹۶۹، و آغاز سنت بین‌المللی رویداد اواخر ژوئن برای جشن افتخار همجنس گرایان، در شهر نیویورک تشکیل شد. جشنواره‌های سالانه افتخار همجنس گرایان در برلین، کلن و دیگر شهرهای آلمان به نام روزهای خیابان کریستوفر یا «CSD» شناخته می‌شوند.

## منشأ و تاریخچه جنبش
گرچه از شورش‌های استون وال سال ۱۹۶۹ در نیویورک به عنوان جرقه ای که جنبشی جدید ایجاد کرد، یاد می‌شود، اما منشأ آن قبل از این وقایع نمادین است. مقاومت همجنسگرایان در برابر حملات پلیس به بارها چیز جدیدی نبود: از اوایل سال ۱۷۲۵، مشتریان با حمله پلیس به یک خانه مولی (محلی برای ملاقات همجنسگرایان با هم) در لندن با پلیس مبارزه کردند. جنبش‌های سازمان یافته، به ویژه در اروپای غربی، از قرن نوزدهم فعال بوده و با تولید نشریات، تشکیل گروه‌های اجتماعی و انجام اصلاحات قانونی و اجتماعی فعالیت می‌کنند. جنبش‌های آن دوره تا قبل از آزادی گی، از پایان جنگ جهانی دوم تا اواخر دهه ۱۹۶۰، در مجموع به عنوان جنبش هوموفیل شناخته می‌شوند. جنبش هوموفیل به عنوان «محافظه کار سیاسی» توصیف شده‌است، گرچه خواست‌های آن برای پذیرش اجتماعی عشق همجنس به عنوان دیدگاه‌های حاشیه ای رادیکال توسط فرهنگ غالب آن زمان تلقی می‌شد.

## یادداشت

لامبدا کوچک، اولین بار در سال ۱۹۷۰ به عنوان نمادی از حقوق همجنسگرایان استفاده شد.

1. ↑  در حالی که این جنبش همیشه شامل تمام افراد ال‌جی‌بی‌تی بود، در آن روزها اصطلاح وحدت بخش، «گی» و بعداً «لزبین و گی» بود، دقیقاً مانند اواخر دهه هشتاد و اوایل دهه نود، که «کوئیر» به عنوان جایگزین یک کلمه ای برای رشته‌های درازتر از حروف اول، توسط گروه‌های سیاسی رادیکال استفاده می‌شد.[۳] به‌طور خاص، کلمه «گی» به جای عنوان‌های قبلی، مانند «هوموسکشوال (همجنسگرا)» یا هوموفیل، به کار می‌رفت و حتی در اخبار مربوط به افراد همجنسگرا نیز استفاده می‌شد، همچنان مورد استفاده رسانه‌های خبری جریان اصلی نیز بود. «نیویورک تایمز» تا سال ۱۹۸۷ با اصرار بر «گی» از استفاده از کلمه «هوموسکشوال (همجنسگرا)» خودداری کرد.[۴]
2. ↑  در حالی که دهه ۱۹۷۰ اوج آزادی همجنس گرایان در شهر نیویورک و دیگر مناطق شهری بود، «آزادی» همچنان در اواسط دهه ۱۹۸۰ به جای «افتخار» در مناطق ظالمانه تر مورد استفاده قرار می‌گرفت. «کوئیر» در دهه ۱۹۸۰ به عنوان یک چتر برای ال‌جی‌بی‌تی مورد استقبال زیادی قرار نگرفت.[۵][۶]